# Golfe de Karkinit
Le golfe Carcinitique (Каркінітська затока ou golfe de Karkinit en ukrainien) est un golfe de la mer Noire. La dénomination française golfe Carcinitique est issue du nom antique grec Καρϰινιτιϰός κόλπος et romain Sinus carciniticus signifiant « golfe des crabes ». Ce golfe est situé entre l'Ukraine continentale et le nord-ouest de la péninsule de Crimée, cette dernière reliée au continent par l'isthme de Perekop et bornée à l'est par le Syvach et la mer d'Azov.
Les ports de Skadovsk, Armiansk et Krasnoperekopsk donnent sur le golfe carcinitique.